# 틴트홀무르

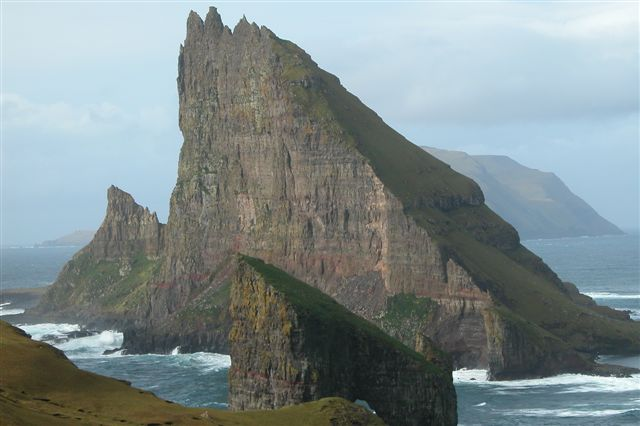
남동쪽에서 바라본 틴트홀무르(뒤 쪽)와 드랑가르닐(앞 쪽)

틴트홀무르(페로어: Tindhólmur)는 페로 제도의 보가르섬과 드랑가르닐 서쪽에 위치한 작은 섬(영어: Islet)이다. 이 섬의 이름은 Ytsti, Arni, Lítli, Breiði, Bogni (Farthest, Eagle, Small, Broad, Bent)라는 다섯 개의 봉우리에서 유래되었다. 이 섬에는 사람이 살지 않는다. 섬의 총 면적은 650,000 m2이며 가장 높은 곳의 높이는 262 m에 달한다. 예전에는 흰꼬리수리의 보금자리이기도 했다.